# Uta Ranke-Heinemann
Uta Johanna Ingrid Ranke-Heinemann (Essen, 27 de outubro de 1927 - Essen, 25 de março de 2021) foi uma teóloga alemã.
Era filha de Gustav Heinemann, que foi presidente da Alemanha entre 1969 e 1974. Em 1969, foi a primeira mulher do mundo a ser habilitada em teologia católica. Por causa de suas posições críticas, o bispo de Essen, Franz Hengsbach, retirou sua licença para lecionar em 1987. Em 1988 publicou Eunucos para o Reino dos Céus, que tornou-se um best-seller na Alemanha.